# Heteragrion petiense
Heteragrion petiense är en trollsländeart som beskrevs av Machado 1988. Heteragrion petiense ingår i släktet Heteragrion och familjen Megapodagrionidae. Inga underarter finns listade i Catalogue of Life.